# Jhalakati (district)
Jhalakati est un district du Bangladesh. Il est situé dans la division de Barisal. La ville principale est Jhalakati.

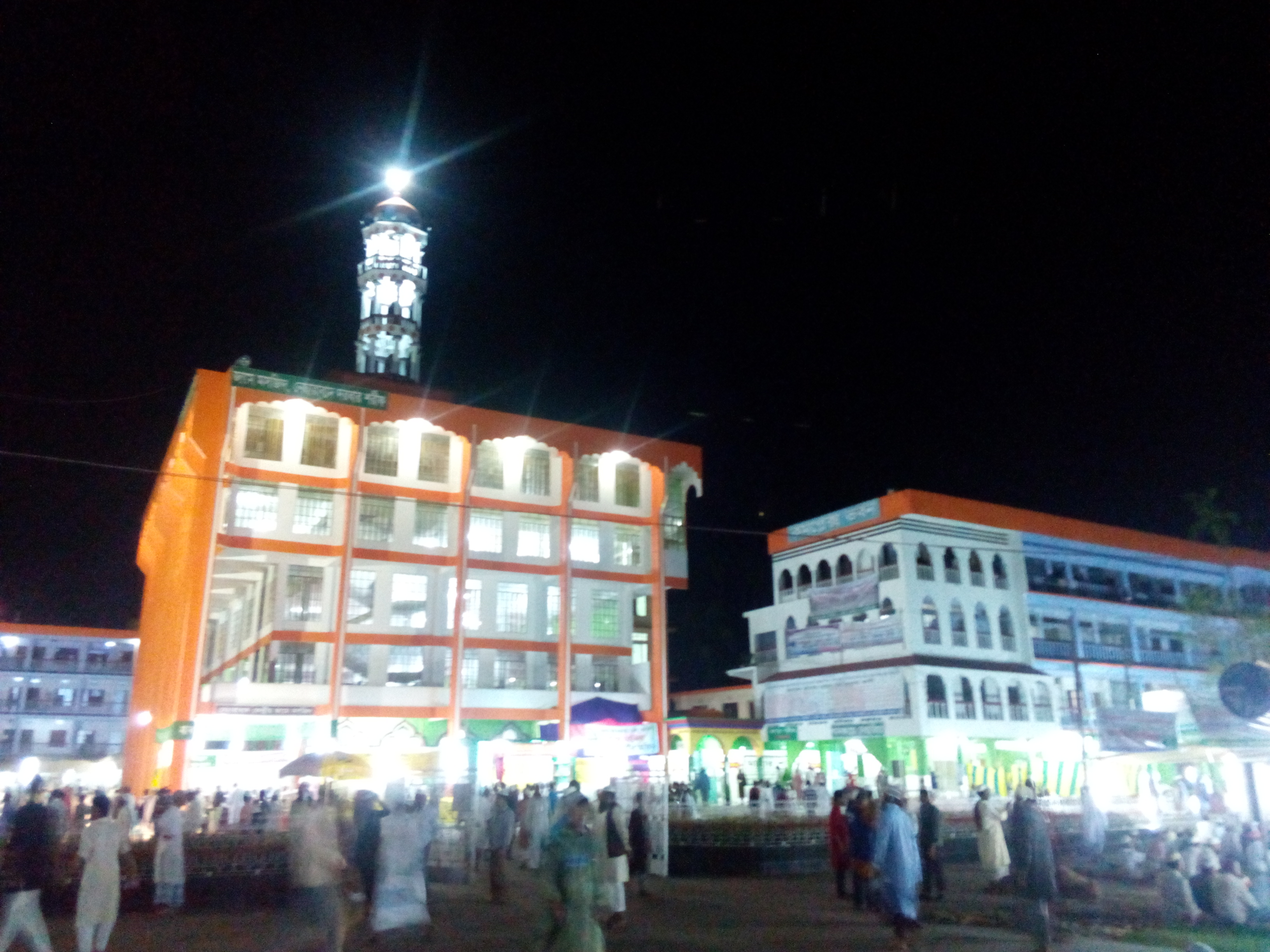
Complexe Jhalokathi NS Kamil Madrasah